# Thomas Einwaller
Thomas Einwaller (født 25. april 1977) er en østrigsk fodbolddommer. Han har dømt internationalt under det internationale fodboldforbund FIFA siden 2005, hvor han er indrangeret som Premier development category-dommer, der er det næsthøjeste niveau for internationale dommere.
Einwaller var blandt de forhåndsudtagede dommere til at deltage ved VM 2010 i Sydafrika, men han var ikke blandt de udvalgte, da den endelige dommerliste blev offentliggjort op til slurtunden. Han var dog ikke udtaget som hoveddommer til slutrunden, men til at være standby eller fjerdedommer, da han ikke er i elite kategorien af internationale dommere.
Den 22. maj 2011 var Einwaller dommer i lokalopgøret mellem Rapid Wien og Austria Wien. Her måtte han afbryde kampen efter 26 minutters spil ved stillingen 2-0 til Austria Wien, da maskerede Rapid Wien-tilhængere stormede banen og angreb spillere, dommere og politi. Efter at 300 betjente havde ryddet banen, ønskede Einwaller sammen med spillerne at genoptage kampen, men sikkerhedspersonalet modsatte sig dette. 

## Kampe med danske hold
- Den 14. juli 2005: Kvalifikation til UEFA Cuppen: Esbjerg – Flora Tallinn 1-2.
- Den 20. september 2007: UEFA Cuppens første runde: Sampdoria – AaB 2-2.
- Den 4. december 2008: UEFA Cuppens gruppespil: FC København – Rosenborg 1-1.
- Den 14. september 2010: Champions Leagues gruppespil: FC København – Rubin Kazan 1-0.